# Prêmio Wolf de Física
O Prêmio Wolf de Física é concedido anualmente pela Fundação Wolf em Israel. É um dos seis Prêmios Wolf estabelecidos pela fundação e concedido desde 1978; os outros são em Agronomia, Artes, Matemática, Medicina e Química.
Os Prêmios Wolf de Física e Química são frequentemente considerados como os mais prestigiosos prêmios nas áreas depois do Nobel de Física e Nobel de Química. O prêmio de física ganhou reputação por identificar futuros laureados com o Prêmio Nobel – de 26 prêmios concedidos entre 1978 e 2010, quatorze ganhadores foram laureados com o Prêmio Nobel, dos quais cinco no ano seguinte ao Prêmio Wolf de Física.

## Laureados
| Ano     | Nome                                                       | País                                                                    | Citação |
| ------- | ---------------------------------------------------------- | ----------------------------------------------------------------------- | --- |
| 1978    | Chien-Shiung Wu                                            | Estados Unidos / China                                                  | por suas explorações da interação fraca, ajudando a estabelecer a forma precisa e a não conservação da paridade para esta força natural. |
| 1979    | George Eugene Uhlenbeck                                    | Países Baixos / Estados Unidos                                          | por sua descoberta, juntamente com o falecido Samuel Abraham Goudsmit, do spin do elétron . |
| 1979    | Giuseppe Occhialini                                        | Itália                                                                  | por suas contribuições para as descobertas da produção de par do elétron e do píon carregado . |
| 1980    | Michael Fisher Leo Kadanoff Kenneth Wilson                 | Reino Unido · Estados Unidos · Estados Unidos                           | por desenvolvimentos pioneiros que culminaram na teoria geral do comportamento crítico nas transições entre as diferentes fases termodinâmicas da matéria . |
| 1981    | Freeman Dyson Gerardus 't Hooft Victor Weisskopf           | Reino Unido / Estados Unidos · Países Baixos · Áustria / Estados Unidos | por suas contribuições notáveis para a física teórica, especialmente no desenvolvimento e aplicação da teoria quântica de campos. |
| 1982    | Leon Max Lederman Martin Lewis Perl                        | Estados Unidos · Estados Unidos                                         | por sua descoberta experimental de novas partículas inesperadas, estabelecendo uma terceira geração de quarks e Léptons. |
| 1983/84 | Erwin Hahn                                                 | Estados Unidos                                                          | por sua descoberta de ecos de spin nuclear e pelo fenômeno da transparência auto-induzida. |
| 1983/84 | Peter Hirsch                                               | Reino Unido                                                             | por seu desenvolvimento da utilização do microscópio eletrônico de transmissão como um instrumento universal para estudar a estrutura da matéria cristalina. |
| 1983/84 | Theodore Harold Maiman                                     | Estados Unidos                                                          | pela realização do primeiro laser operacional, o laser de rubi pulsado de três níveis . |
| 1985    | Conyers Herring Philippe Nozières                          | Estados Unidos · França                                                 | por suas principais contribuições para a teoria fundamental dos sólidos, especialmente do comportamento dos elétrons nos metais. |
| 1986    | Mitchell Feigenbaum                                        | Estados Unidos                                                          | por seus estudos teóricos pioneiros demonstrando o caráter universal dos sistemas não lineares, o que tornou possível o estudo sistemático do caos. |
| 1986    | Albert Libchaber                                           | França / Estados Unidos                                                 | por sua brilhante demonstração experimental da transição para turbulência e caos em sistemas dinâmicos. |
| 1987    | Herbert Friedman                                           | Estados Unidos                                                          | por investigações pioneiras em raios X solares . |
| 1987    | Bruno Rossi Riccardo Giacconi                              | Itália / Estados Unidos · Itália / Estados Unidos                       | pela descoberta de fontes extra-solares de raios-X e a elucidação de seus processos físicos. |
| 1988    | Roger Penrose Stephen Hawking                              | Reino Unido · Reino Unido                                               | por seu brilhante desenvolvimento da teoria da relatividade geral, na qual mostraram a necessidade de singularidades cosmológicas e elucidaram a física dos buracos negros. Neste trabalho, eles ampliaram muito nossa compreensão da origem e derradeiro destino do universo.                         |
| 1989    | Não houve premiação                                        |                                                                         | |
| 1990    | Pierre-Gilles de Gennes David Thouless                     | França · Reino Unido / Estados Unidos                                   | por uma ampla variedade de contribuições pioneiras à nossa compreensão da organização de sistemas complexos de matéria condensada, de Gennes especialmente por seu trabalho sobre matéria macromolecular e cristais líquidos e Thouless por seu trabalho em sistemas desordenados e de baixa dimensão. |
| 1991    | Maurice Goldhaber Valentine Telegdi                        | Estados Unidos · Suíça / Estados Unidos                                 | por suas contribuições seminais separadas para a física nuclear e de partículas, particularmente aquelas relativas às interações fracas envolvendo léptons. |
| 1992    | Joseph Hooton Taylor                                       | Estados Unidos                                                          | por sua descoberta de um pulsar de rádio orbital e sua exploração para verificar a teoria da relatividade geral com alta precisão. |
| 1993    | Benoît Mandelbrot                                          | França / Estados Unidos                                                 | por reconhecer a ocorrência generalizada de fractais e desenvolver ferramentas matemáticas para descrevê-los, ele mudou nossa visão da natureza. |
| 1994/95 | Vitaly Ginzburg                                            | Rússia                                                                  | por suas contribuições para a teoria da supercondutividade e para a teoria dos processos de alta energia na astrofísica. |
| 1994/95 | Yoichiro Nambu                                             | Japão / Estados Unidos                                                  | por sua contribuição para a teoria das partículas elementares, incluindo o reconhecimento do papel desempenhado pela quebra espontânea de simetria em analogia com a teoria da supercondutividade, e a descoberta da simetria de cor das interações fortes.                                            |
| 1995/96 | Não houve premiação                                        |                                                                         | |
| 1996/97 | John Archibald Wheeler                                     | Estados Unidos                                                          | por suas contribuições seminais para a física dos buracos negros, para a gravitação quântica e para as teorias de espalhamento nuclear e fissão nuclear. |
| 1998    | Yakir Aharonov Michael Berry                               | Israel · Reino Unido                                                    | pela descoberta de fases topológicas e geométricas quânticas, especificamente o efeito Aharonov-Bohm, a fase Berry e sua incorporação em muitos campos da física. |
| 1999    | Dan Shechtman                                              | Israel                                                                  | pela descoberta experimental de quase-cristais, sólidos não periódicos de ordem de longo alcance, que inspiraram a exploração de um novo estado fundamental da matéria. |
| 2000    | Raymond Davis Jr. Masatoshi Koshiba                        | Estados Unidos · Japão                                                  | por suas observações pioneiras de fenômenos astronômicos pela detecção de neutrinos, criando assim o campo emergente da astronomia de neutrinos. |
| 2001    | Não houve premiação                                        |                                                                         | |
| 2002/03 | Bertrand Halperin Anthony Leggett                          | Estados Unidos · Reino Unido / Estados Unidos                           | por principais insights sobre a ampla gama de física da matéria condensada: Leggett sobre a superfluidez do isótopo leve de hélio e fenômenos quânticos macroscópicos; e Halperin sobre a fusão bidimensional, sistemas desordenados e elétrons com interação forte.                                   |
| 2004    | Robert Brout François Englert Peter Higgs                  | Bélgica · Bélgica · Reino Unido                                         | pelo trabalho pioneiro que levou ao insight da geração de massa sempre que uma simetria de calibre local é realizada de forma assimétrica no universo das partículas subatômicas. |
| 2005    | Daniel Kleppner                                            | Estados Unidos                                                          | por trabalhos inovadores em física atômica de sistemas hidrogênicos, incluindo pesquisas sobre o maser de hidrogênio, átomos de Rydberg e condensado de Bose-Einstein. |
| 2006/07 | Albert Fert Peter Grünberg                                 | França · Alemanha                                                       | pela descoberta independente do fenômeno da magnetorresistência gigante (MRG), lançando assim um novo campo de pesquisa e aplicações conhecido como spintrônica, que utiliza o spin do elétron para armazenar e transportar informações.                                                               |
| 2008    | Não houve premiação                                        |                                                                         | |
| 2009    | Não houve premiação                                        |                                                                         | |
| 2010    | John Clauser Alain Aspect Anton Zeilinger                  | Estados Unidos · França · Áustria                                       | por suas contribuições conceituais e experimentais fundamentais para os fundamentos da física quântica, especificamente uma série cada vez mais sofisticada de testes das desigualdades de Bell, ou extensões delas, usando estados quânticos emaranhados.                                             |
| 2011    | Maximilian Haider Harald Rose Knut Urban                   | Áustria · Alemanha · Alemanha                                           | pelo desenvolvimento da microscopia eletrônica com correção de aberração, permitindo a observação de átomos individuais com precisão picométrica, revolucionando assim a ciência dos materiais. |
| 2012    | Jacob David Bekenstein                                     | Israel                                                                  | por seu trabalho sobre buracos negros. |
| 2013    | Peter Zoller Juan Ignacio Cirac Sasturain                  | França · Espanha                                                        | por contribuições teóricas inovadoras para processamento de informações quânticas, óptica quântica e física dos gases quânticos. |
| 2014    | Não houve premiação                                        |                                                                         | |
| 2015    | James Bjorken                                              | Estados Unidos                                                          | por prever a escala em espalhamento inelástico profundo, levando à identificação dos constituintes pontuais do núcleo. Ele deu uma contribuição crucial para elucidar a natureza da força forte. |
| 2015    | Robert Kirshner                                            | Estados Unidos                                                          | por criar o grupo, o ambiente e as direções que permitiram que seus alunos de pós-graduação e pós-doutorados descobrissem a aceleração da expansão do universo. |
| 2016    | Yoseph Imry                                                | Israel                                                                  | por seu trabalho em física mesoscópica - um ramo da física que estuda objetos que são menores do que objetos macroscópicos (visíveis a olho nu), mas maiores do que átomos. |
| 2017    | Michel Mayor Didier Queloz                                 | Suíça · Suíça                                                           | pela descoberta de um planeta extrasolar orbitando em torno de uma estrela semelhante ao sol. |
| 2018    | Charles Henry Bennett Gilles Brassard                      | Estados Unidos · Canadá                                                 | por seu trabalho colaborativo no campo em rápida expansão da ciência da informação quântica. |
| 2019    | Não houve premiação                                        |                                                                         | |
| 2020    | Rafi Bistritzer Pablo Jarillo-Herrero Allan Hugh MacDonald | Israel · Espanha · Canadá                                               | por trabalho teórico e experimental pioneiro sobre grafeno de dupla camada torcida. |
| 2021    | Giorgio Parisi                                             | Itália                                                                  | por descobertas inovadoras em sistemas desordenados, física de partículas e física estatística. |